# Comunità immaginata
Il concetto di comunità immaginata è stato elaborato all'inizio degli anni '80 del Novecento da Benedict Anderson, filosofo della politica di ispirazione marxista, docente della Cornell University, che lo introdusse nel dibattito sul nazionalismo e sull'idea di nazione sulla scorta di una riflessione che andava compiendo sui virulenti esiti conflittuali, di matrice nazionalistica, che negli anni '70 erano scaturiti dai processi di decolonizzazione.
Anderson argomentava che qualunque comunità politica abbastanza grande (le cui dimensioni, cioè, superassero una soglia minima, corrispondente, all'incirca, all'ordine di grandezza di un quartiere o di una piccola cittadina) non può fare affidamento sulla percezione di appartenenza a un medesimo gruppo che sia basata sull'interazione faccia a faccia tra i suoi membri. In tali casi, il senso di appartenenza a una comune identità, e la coesione interna della comunità, devono fondarsi necessariamente sull'immaginazione delle persone che permette loro di percepirsi come membri di quel gruppo.

## Origine del concetto
Il concetto di comunità immaginate sorse nell'ambito di una riflessione che Anderson andava compiendo su quei grandi processi storici di decolonizzazione e di costruzione di nazioni (nation building) che, nel corso del Novecento, avevano mutato radicalmente l'aspetto e gli equilibri dell'atlante geopolitico mondiale, ma avevano anche portato, verso la fine degli anni '70, all'inatteso deflagrare di violenti conflitti inter-etnici di autentica matrice nazionalista, quali la guerra cambogiano-vietnamita e la guerra sino-vietnamita) L'aspetto più sorprendente, ai suoi occhi di studioso di sinistra,  era l'osservazione che tali conflitti coinvolgevano, su sponde contrapposte, degli stati accomunati da una medesima appartenenza all'area rivoluzionaria marxista e legati tra di loro dalla comune adesione al campo socialista.
Il paradigma fu espresso per la prima volta in un saggio, divenuto poi un classico, dal titolo Imagined Communities. Reflections on the Origin and Spread of Nationalism, pubblicato nel 1983 e ripubblicato nel 1991 con l'apporto di alcune correzioni e l'aggiunta di nuovi capitoli.
In esso, l'autore, fornendo un contributo fondamentale alla ricerca sul nazionalismo moderno, si pone l'obiettivo di rintracciare le radici della "cultura del nazionalismo", e della stessa comunità nazionale, non tanto nella teoria e nella prassi politica e parlamentare, quanto negli atteggiamenti e nelle pratiche condivise dagli abitanti di tale comunità.
Il saggio è stato oggetto di varie edizioni e traduzioni in varie lingue, tra cui l'edizione italiana, per manifestolibri, uscita nel 1996 (ripubblicata dallo stesso editore nel 2000) con introduzione di Marco d'Eramo. La versione italiana, condotta sulla seconda edizione inglese del 1991, incorpora, in forma di appendice, anche un saggio di Anderson dal titolo Il nuovo disordine mondiale, pubblicato, in origine, sulla New Left Review nel 1992 (n. 193, maggio/giugno 1992, pp. 3–13).

## Panoramica
La riflessione di Benedict Anderson, ponendosi sulla scia del lavoro di George Mosse, ribadisce la proposta di considerare la nazione non pensandola come un dato/fatto di natura, ma come il prodotto di processi culturali e concettuali di particolare tipo, un costrutto artificiale determinato dall'incessante produzione mitopoietica di simboli, dall'invenzione di tradizioni, e dai processi di creazione di un immaginario comune e di un orizzonte di memorie collettivamente condivise: un processo di "costruzione", quello definito da Anderson, che si estende nel tempo e nello spazio, nel quale hanno un ruolo cruciale processi sociali e antropologi (sia artificiali, sia "naturali", ma a cui non sono estranee componenti completamente casuali) che vedono il prevalere di alcune lingue su altre. L'emergere dei nazionalismi è un fenomeno storico che risale al '700 e all''800, ma i fautori del nazionalismo riposano sull'assunto che le nazioni siano sempre esistite: laddove questo assunto non sia sostenibile per l'esistenza di evidenti cesure storiche, nasce la necessità di "inventare", di richiamarsi al risveglio (o al ritrovamento) di una presunta nazione sopita/perduta. Il tema dell'invenzione del passato non era nuovo ai tempi della pubblicazione del saggio: già Ernest Gellner aveva osservato come il nazionalismo sia un processo di "invenzione" di nazioni inesistenti, camuffato da risveglio. Negli stessi anni della riflessione di Anderson, un filone di ricerca nella storiografia sull'età moderna e contemporanea aveva indagato il tema delle tradizioni inventate. Il paradigma culturale coniato da Anderson, tuttavia, non parla di realtà sociali "immaginate", evitando il fraintendimento sull'inautenticità insito nell'aggettivo "inventate": secondo Anderson, infatti, le comunità non si giudicano e distinguono in base alla loro falsità/autenticità ma in base allo stile con cui sono state immaginate.
In questo fenomeno Anderson delinea l'importanza di specifiche tecnologie in grado di creare e plasmare, su estesi ambiti geografici, vaste comunità di lettori e fruitori che condividono linguaggi e altri codici comunicativi, credenze ideologiche, immagini, opinioni, conoscenze: in origine era la stampa in lingua volgare (in luogo di una lingua "esclusiva" come il latino medievale e umanistico), che ha permesso di disseminare e far proliferare i prodotti in un mercato capitalista (quello che lui chiama "print capitalism", la convergenza della tecnologia di stampa col capitalismo); il compito è stato poi assunto anche dai giornali e dagli altri mezzi di comunicazione di massa. Le origini di questo processo di "vernacolarizzazione" vengono da lui rintracciate nella Riforma protestante, con la traduzione in tedesco della Bibbia da parte di Martin Lutero (la cosiddetta Bibbia di Lutero) che diede a un pubblico più ampio di lettori la possibilità di "immaginarsi" come co-unità.
Presupposto determinante di questo processo di "immaginazione" e costruzione di una comunità sono gli spazi liberi lasciati dal fenomeno globale di secolarizzazione della società, che è andato restringendo, alle comunità umane, o sottraendo del tutto, la prospettiva di ancorare l'identità collettiva in formazione a un destino salvifico legato al disegno divino. La cultura anteriore allo stadio di formazione della nazione è, per Anderson, una cultura a base religiosa: le nazioni hanno sostituito questo substrato religioso anteriore con culture nazionali "costruite", ciascuna in modo unico e peculiare e questo processo di "creazione" e sviluppo di formazioni specifiche e culture nazionali è avvenuto grazie al "capitalismo della stampa" e per il suo tramite.
Il discorso nazionale e l'ideologia nazionalista, secondo Anderson, non rappresentano il pensiero prodotto da una determinata nazione e dai suoi abitanti, bensì sono quegli stessi movimenti e ideali nazionali ad aver creato, attraverso l'evocazione di una serie di pratiche, simboli, valori, e tradizioni condivise, quella comunità politica che prende il nome di nazione. È, infatti, l'aspetto performativo del discorso nazionale a determinare la costruzione di quella moderna comunità chiamata Stato-nazione.